# PGC 3858351
LEDA/PGC 3858351 ist eine Elliptische Galaxie im Sternbild Schlange nördlich der Ekliptik. Sie ist schätzungsweise  Millionen Lichtjahre von der Milchstraße entfernt und hat einen Durchmesser von etwa 80.000 Lichtjahren. Vom Sonnensystem aus entfernt sich das Objekt mit einer errechneten Radialgeschwindigkeit von näherungsweise 10.900 Kilometern pro Sekunde.
Nach Lage der Daten bildet sie gemeinsam mit IC 1167, IC 1168, PGC 1470647, PGC 1474529, PGC 3858488 und PGC 3858573 eine gravitativ gebundenes Galaxiengruppe.

## Galaktisches Umfeld
| Nr. | Galaxie                 | Alternativname            | Rek           | Dek           | Distanz/asec |
| --- | ----------------------- | ------------------------- | ------------- | ------------- | ------------ |
| →   | LEDA/PGC 3858351        | NSA 114510                | 16h03m13.519s | +14d53m39.70s | 0            |
| 1   | LEDA/PGC 1471011        | AGC 267946                | 16h03m00.3s   | +14d56m58s    | 255.15       |
| 2   | LEDA/PGC 5057600        | AGC 267943                | 16h02m54.6s   | +14d57m49s    | 382.99       |
| 3   | 2MASX J16030055+1459245 | ASK 635382.0              | 16h03m00.568s | +14d59m24.28s | 392.41       |
| 4   | LEDA/PGC 3858488        | 2MASX J16033980+1450587   | 16h03m39.780s | +14d50m59.05s | 413.24       |
| 5   | LEDA/PGC 100393         | AGC 262058                | 16h03m22.208s | +15d00m29.46s | 428.69       |
| 6   | LEDA/PGC 3858198        | NSA 114520                | 16h02m44.769s | +14d50m25.02s | 460.02       |
| 7   | LEDA/PGC 1470647        | NSA 114509                | 16h03m45.056s | +14d55m33.01s | 471.64       |
| 8   | LEDA/PGC 1471931        | 2MASX J16024308+1458289   | 16h02m43.07s  | +14d58m28.7s  | 527.29       |
| 9   | LEDA/PGC 1467705        | 2MASX J16034312+1448317   | 16h03m43.147s | +14d48m31.88s | 528.52       |
| 10  | 2MASX J16024460+1459479 | WISEA J160244.63+145947.2 | 16h02m44.611s | +14d59m47.43s | 557.43       |
| 11  | IC 1167                 | LEDA/PGC 56900            | 16h03m52.863s | +14d56m47.19s | 600.34       |
| 12  | IC 1168                 | LEDA/PGC 56901            | 16h03m55.691s | +14d54m08.66s | 612.07       |
| 13  | LEDA/PGC 3858573        | NSA 114896                | 16h03m55.888s | +14d57m24.40s | 653.96       |
| 14  | LEDA/PGC 1467667        | WISEA J160353.58+144827.4 | 16h03m53.587s | +14d48m27.50s | 659.50       |
| 15  | LEDA/PGC 1472692        | NSA 114895                | 16h03m57.157s | +15d00m08.77s | 743.23       |